# Ochelmitz
Ochelmitz ist ein Ortsteil der sächsischen Gemeinde Jesewitz im Landkreis Nordsachsen.

## Geographie

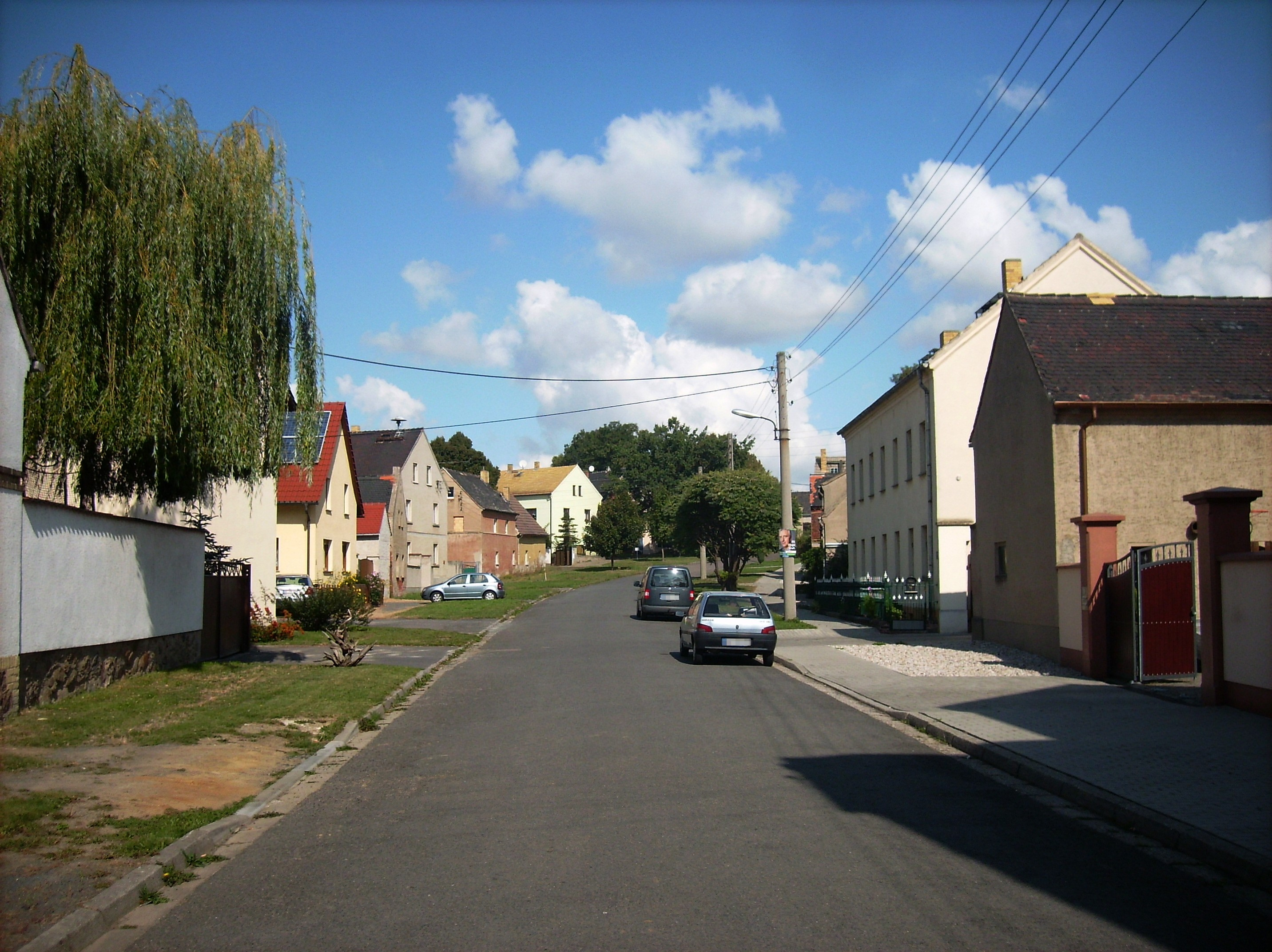
Blick nach Norden in das Oberdorf, den alten Ochelmitzer Ortskern

Ochelmitz ist etwa sieben Kilometer südwestlich von Eilenburg auf 133 m ü. NN gelegen. Vom Hauptort Jesewitz, der sich südöstlich von Ochelmitz befindet, ist das Dorf rund sechs Kilometer entfernt. Sechs Kilometer im Süden befindet sich die Stadt Taucha, kurz dahinter liegt die Großstadt Leipzig. Der Ort befindet sich am Hang eines kleinen Hügels und ist weiträumig von Ackerland umgeben. Geprägt wird das Ortsbild vor allem im nördlichen Teil (Oberdorf) von dicht aneinandergereihten Dreiseit- und Vierseitbauernhöfen. Dieser historische Ortskern ist bereits seit dem 16. Jahrhundert erhalten geblieben. Im südlichen Teil des Dorfes gibt es dann auch einige einzeln stehende Wohnhäuser, am südwestlichen Ortsende stehen große Lagerhallen eines landwirtschaftlichen Betriebes mit einer 2006 eröffneten Biogasanlage, die 26 Haushalte im Ort mit Wärme versorgt.
Der Ort befindet sich an einer Kommunalstraße zwischen Liemehna im Westen und Gallen im Osten, von der der Teichweg in Richtung Jesewitz abzweigt. In beiden Nachbarorten besteht Anschluss an Kreisstraßen, über die durch Jesewitz führende Bundesstraße 87 ist die Weiterfahrt über Taucha nach Leipzig sowie der Anschluss an die Bundesautobahn 14 (Dreieck Nossen–Magdeburg) möglich. Ochelmitz bildet keine eigene Gemarkung aus, sondern befindet sich auf der Flur 5 der Gemarkung Liemehna. Diese grenzt im Osten an die Gemarkung Gallen und im Südosten an die Gemarkung Jesewitz. Etwas weiter entfernt ist das südwestlich liegende Pönitz, das schon zu Taucha gehört. Westlich von Liemehna liegt zudem Mutschlena (zu Krostitz). Nördliche Nachbarorte von Ochelmitz sind unter anderem Kospa und Pressen (zu Eilenburg).

## Geschichte
| Jahr       | Einwohner |
| ---------- | --------- |
| 1818       | 109       |
| 1880       | 142       |
| 1895       | 151       |
| 1910       | 143       |
| 1925       | 164       |
| 1933       | 158       |
| 1939       | 140       |
| 1946       | 241       |
| → Liemehna |           |

Ochelmitz wurde möglicherweise erstmals im Jahre 1527 urkundlich erwähnt. Der Historiker Karlheinz Blaschke führt in seinem Historischen Ortsverzeichnis von Sachsen Ochelmitz betreffend 1394 als Jahr der Erstnennung an. Für dieses Jahr ist der Ortsname Ochilmicz überliefert. Im Jahr 1400 gibt er die Namensform Ochelmicz an, im 19. Jahrhundert ist zudem die Schreibweise Ochelmütz für das Dorf überliefert.
Bis ins 18. Jahrhundert hinein unterstand Ochelmitz der Verwaltung in Eilenburg. Mitte des 15. Jahrhunderts war das Dorf zur Pflege Eilenburg gehörig, hundert Jahre später wurde dann das Amt Eilenburg als übergeordnete Behörde angegeben. Im Jahr 1592 umfasste die Bevölkerung des Dorfes sechs besessene Mann und sechs Gärtner. Der sächsische Fürst hatte 1542 die Grundherrschaft über zehn besessene Mann und vier Dienstboten inne, die in Ochelmitz lebten. Im Jahr 1747 bewirtschafteten 15 besessene Mann und ein Häusler 15 3⁄4 Hufen. Nach dem Wiener Kongress wurde das Eilenburger Amtsgebiet an Preußen abgetreten. Im Jahr 1816 wurde Ochelmitz damit dem Landkreis Delitzsch in der preußischen Provinz Sachsen zugeordnet.
Im Jahr 1895 erstreckte sich um das Sackgassendorf Ochelmitz eine 254 Hektar große Gewannflur, auf der die bäuerliche Bevölkerung des Ortes der Landwirtschaft nachging. Die Einwohnerzahl lag ab dem Ende des 19. Jahrhunderts bei etwa 150. 1925 lebten 164 Menschen in Ochelmitz, von denen 160 evangelisch-uniert und vier katholisch waren. Bis 1529 war das Dorf nach Liemehna gepfarrt, gehörte danach bis 1816 kirchlich zu Behlitz und danach wieder zu Liemehna. Heute ist Ochelmitz Mitglied der Liemehnaer Kirchgemeinde.
In Folge des Zweiten Weltkrieges kam der Landkreis Delitzsch in die Sowjetische Besatzungszone und später in die 1949 gegründete DDR. Ein Jahr später endete die kommunale Eigenständigkeit von Ochelmitz mit der Eingliederung ins benachbarte Liemehna zum 20. Juli 1950. Die seit 1816 bestehende Zugehörigkeit zu Delitzsch wurde bei der Gebietsreform 1952 wieder aufgehoben und Liemehna mit Ochelmitz dem Kreis Eilenburg im Bezirk Leipzig zugeordnet. Das bäuerliche Leben im Dorf wurde nun nach dem Prinzip der Landwirtschaft in der DDR ausgerichtet.
Nach der Deutschen Wiedervereinigung kam das Eilenburger Kreisgebiet zum wiedergegründeten Freistaat Sachsen. Da die Gemeinde Liemehna mit ihren etwa 500 Einwohnern zu klein war, um weiterhin eigenständig bleiben zu können, schloss sie sich mit Wirkung zum 1. März 1994 mit Groitzsch, Pehritzsch und Jesewitz zur neuen Gemeinde Jesewitz zusammen. Auf Basis der Grenzen vor 1994 wurden innerhalb der Gemeinde vier Ortschaften gebildet. Ochelmitz gehört damit zur Ortschaft Liemehna und wird vom dortigen Ortschaftsrat vertreten. Die folgenden Gebietsreformen in Sachsen ordneten Jesewitz am 1. August 1994 wieder einem Landkreis Delitzsch und 2008 dem Landkreis Nordsachsen zu.